# Pułk Bałtycki
Pułk Bałtycki (ros. Балтийский полк, niem. Baltenregiment, est. Balti Rügement) – jednostka wojskowa złożona z Niemców bałtyckich, Estończyków i Rosjan podczas wojny domowej w Rosji.

## Historia
Po uzyskaniu niepodległości 24 lutego 1918 r. władze estońskie, w odróżnieniu od sąsiedniej Łotwy, pozbawiły miejscowych Niemców bałtyckich prawa do służby w estońskiej armii. Jednakże w sytuacji zagrożenia ofensywą wojsk bolszewickich odstąpiono od tej zasady. 29 grudnia 1918 r. w Rakvere został sformowany ochotniczy oddział wojskowy w sile batalionu, złożony z miejscowych Niemców Bałtyckich (głównie studentów uniwersytetu w Tartu i politechniki w Rydze), Estończyków i Rosjan (ostatni stanowili większość 3 kompanii). Jego dowódcą był płk Konstantin von Weiß, b. oficer carski, a następnie rtm. von Zur-Mühlen. Liczył ok. 500 żołnierzy (400 piechurów i 100 konnych), mających na wyposażeniu 2 działa polowe. Formalnie wchodził w skład estońskiej 1 Dywizji Piechoty, lecz od wiosny 1919 r. działał wraz z oddziałami białych Rosjan Korpusu Północnego gen. Aleksandra P. Rodzianki, a następnie Armii Północno-Zachodniej gen. Nikołaja N. Judenicza. W marcu został przemianowany na Pułk Bałtycki, liczący ok. 800 żołnierzy. Od czerwca był częścią 3 Dywizji Piechoty, zaś od października – I Strzeleckiego Korpusu Armijnego. Uczestniczył początkowo w walkach obronnych na granicy estońskiej, zaś w 1919 r. w obu nieudanych ofensywach na Piotrogród. Został rozformowany po zawarciu przez Estonię traktatu pokojowego z bolszewickimi władzami Rosji 2 lutego 1920 r. Część żołnierzy wstąpiła do armii Litwy, Łotwy i Estonii, zaś część wyjechała do Niemiec. W okresie międzywojennym powstał w Tallinnie pomnik poświęcony żołnierzom Pułku Bałtyckiego.